# Phố Hàng Mắm
Hàng Mắm là con phố nhỏ, chạy trong địa phận phường Lý Thái Tổ, quận Hoàn Kiếm, Hà Nội.
Phố gọi là Hàng Mắm vì xưa có nhiều các loại mắm cá, thủy sản được bày bán ở đây.

## Lịch sử

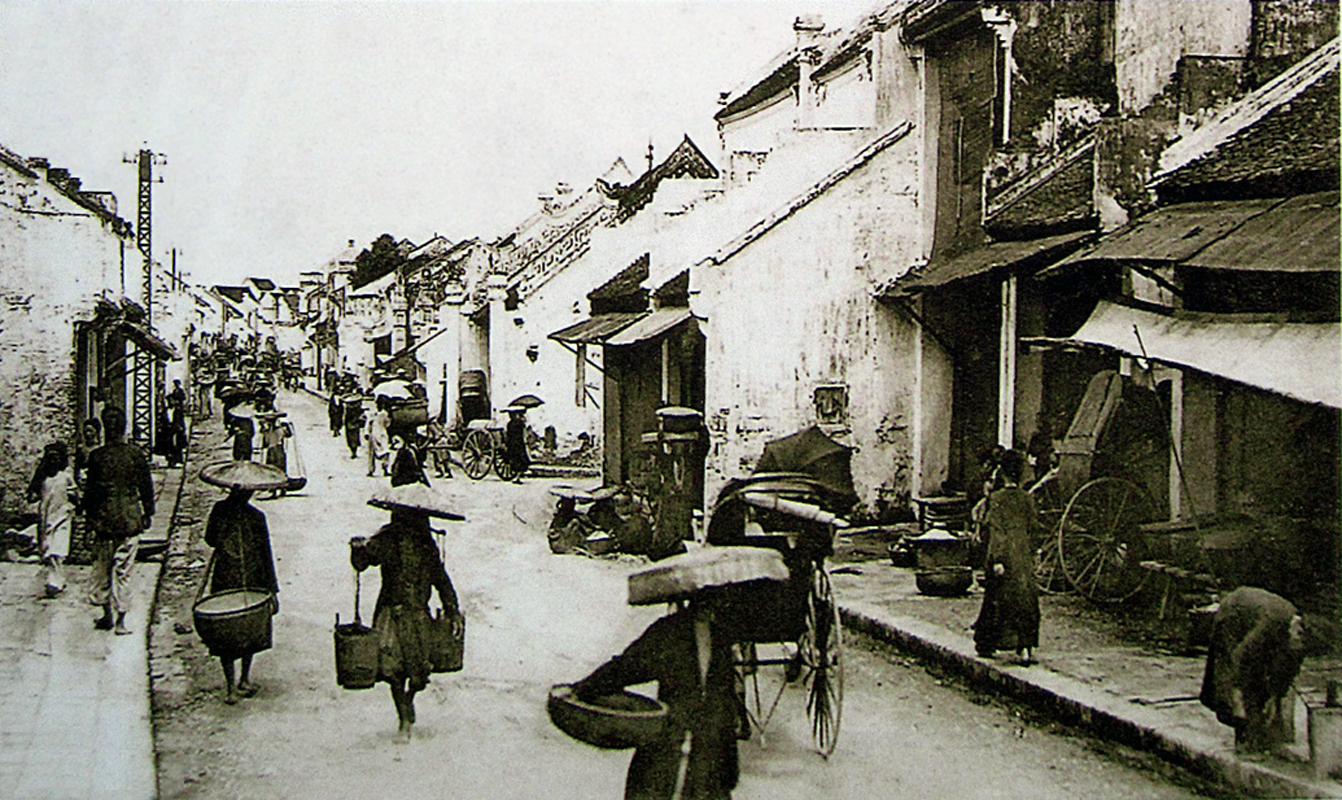
Phố Hàng Mắm, đầu thế kỷ 20

Trước đây, phố gồm hai đoạn, nằm ở bên ngoài và bên trong cửa ô Ưu Nghĩa, có cổng xây canh gác ban đêm.
- Phố Hàng Trứng: đoạn nối từ phố Trần Quang Khải đến ngã tư phố Nguyễn Hữu Huân hiện nay, nằm bên ngoài cửa ô Ưu Nghĩa, được xây dựng trên nền đất xưa thuộc thôn Thanh Yên, tổng Tả Túc (sau đổi thành tổng Phúc Lâm), huyện Thọ Xương cũ. Đình Thanh Yên hiện còn ở số nhà 14A, ngõ Nguyễn Hữu Huân, thờ hai Tiến sĩ họ Vũ và họ Nguyễn. Phố được gọi tên là Hàng Trứng vì nơi đây xưa kia có nhiều nhà buôn bán trứng. Trứng ở đây được đóng trong các sọt lớn, lót rơm và chở bằng thuyền từ Phát Diệm, tỉnh Ninh Bình lên.
- Phố Hàng Mắm: đoạn nối từ ngã tư phố Nguyễn Hữu Huân đến phố Hàng Bạc hiện nay, nằm bên trong cửa ô Ưu Nghĩa, được xây dựng trên nền đất xưa thuộc thôn Mỹ Lộc, tổng Hữu Túc, huyện Thọ Xương cũ. Đình Mỹ Lộc hiện còn ở số nhà 45, phố Nguyễn Hữu Huân, thờ Nguyễn Trung Ngạn. Phố được gọi tên là Hàng Mắm vì nơi đây xưa kia chuyên bán các loại mắm cá và thủy sản khác. Nhiều cửa hàng trên phố bày bán mắm tôm đặc để trong chậu sành; mắm tôm loãng đựng trong vại; nước mắm đựng trong những kiệu lớn cao bằng đầu người, chôn xuống đất, đậy nắp, đong bằng thùng gỗ bán dần và cả cua rang muối... Hàng ở đây chủ yếu là bán buôn đi các tỉnh.

Thời Pháp thuộc, phố được gọi là Hàng Mắm (Rue de la Saumure).
Sau Cách mạng tháng Tám năm 1945, phố được đặt chính thức là phố Hàng Mắm.

## Đặc điểm
Phố dài khoảng 190m, chạy chủ yếu theo hướng Đông-Tây, nối từ đường Trần Quang Khải đến phố Hàng Bạc; cắt ngang qua ngã tư phố Hàng Tre, ngã tư phố Nguyễn Hữu Huân và ngã ba phố Hàng Bè. Phố này chạy hai chiều.
Nhà trong phố Hàng Mắm đa số là kiểu cổ, hẹp và ngắn. Vào năm 1891, một vụ cháy lớn xảy ra đã khiến nhiều nhà cổ trên phố bị đốt cháy.
Sau này, một số nhà đã làm mới lại hoặc cải tạo, sửa chữa lại mặt tiền thành cửa hàng để buôn bán.
Phố Hàng Mắm hiện không còn bán các loại mắm nữa mà chuyển sang kinh doanh các mặt hàng khác như bia mộ, đồ sành, đồ đất, tạp phẩm và ăn uống...